# 清水友陽
清水 友陽（しみず ともあき、1973年5月12日－　）は、日本の劇作家。演出家。ナレーター。

## 来歴
北海道紋別市生まれ。その後、北海道小樽市で育つ。北海学園大学卒業。身長183cm。
親が子供と一緒に観劇する会に所属していたため幼少期から演劇に親しんでおり、北海道小樽潮陵高等学校では高校演劇の全国大会（1990年度）に出場した。
北海学園大学演劇研究会出身で、TEAM NACSのメンバーと同時期に演劇活動をしていた。安田顕、戸次重幸、大泉洋とは同い年である（ただし学年はそれぞれ違う）。劇団イナダ組を経て、1997年に「清水企画」を立ち上げ、同代表となる。2005年若手演出家コンクール優秀賞受賞。2006年「WATER33-39」を始動させ、主宰する。2010年札幌劇場祭2010演出大賞受賞。2012年から北海道演劇財団付属札幌座のディレクターにも就任。2014年に清水企画を「劇団清水企画」に名称を変更。2022年、斎藤歩の後任として北海道演劇財団芸術監督に就任。
また、市民対象のワークショップを数多く手掛けるほか、札幌サウンドアート専門学校講師、劇団ひまわり講師、札幌学院大学社会連携センターコミュニティカレッジ講師なども務める。

## 出演
- 天然者（北海道放送、1999年 - 2002年）

## 脚本
- 雪あかりの街（NHK札幌放送局、2007年）

## コマーシャルナレーション
- 練成会グループＴＶナレーション
- 千歳アウトレットモール・レラＴＶナレーション
- わかさいも本舗ＴＶナレーション
- サンクスＴＶナレーション
- ぎょれんＴＶナレーション
- NEXCO東日本ＴＶナレーション
- 道新スポーツＴＶナレーション
- NTTＴＶナレーション
- 北海商科大学ＴＶナレーション
- 住友ラ・トゥールＴＶナレーション

## 注
1. ↑  清水友陽–office-timbre
2. 1 2  札幌座. “清水 友陽 ｜ 札幌座”. 2022年7月27日閲覧。
3. ↑  札幌学院大学社会連携センター講座のご案内
4. ↑  “第210回 札幌座 清水友陽さん”. 札幌人図鑑. 2022年7月27日閲覧。
5. ↑  管理者 (2020年5月6日). “全国大会のあゆみ 第３１回から第４０回”. 全国高等学校演劇協議会. 2022年7月27日閲覧。
6. ↑  札幌座座員・清水友陽
7. ↑  札幌座. “4月から、清水友陽が、北海道演劇財団の芸術監督に就任しました。 ｜ 札幌座”. 2022年7月27日閲覧。